# Chóst (provincie)
Provincie Chóst (persky ولایت خوست‎, paštunsky د خوست ولایت‎) je jednou z 34 afghánských provincií nacházející se na východě země. Tato provincie vznikla oddělením východní části provincie Paktíja. Hlavním městem je Chóst.